# Взлётный
Взлётный — посёлок в Энгельсском районе Саратовской области. Входит в состав Красноярского Муниципального образования.

## География
Расположен на орошаемых полях недалеко от Пионерского нефтегазового месторождения, в 9 км от автодороги Р226. С районным центром г. Энгельс связан рейсовыми маршрутным такси и автобусом.

## Название
До 2000 года посёлок именовался Октябрьский в честь одноимённого совхоза. Современное название «Взлетный» получил в честь расположенного рядом военного аэродрома.

## Население
| 2002 | 2010  | 2015  |
| ---- | ----- | ----- |
| 1072 | ↘1068 | ↘1049 |

## История
История посёлка начинается в 1980 году с образования на поливных полях совхоза «Октябрь». Изначально рабочих привозили из Энгельса и других близлежащих совхозов на работу в хозяйство, но спустя два года появились первые жилые вагончики.
Со временем вокруг совхоза «Октябрь» начали появляться жилые коттеджи, мастерские, склады, хранилища овощей, баня, общежитие и многое другое.
В 1983 году в посёлке возникла звероферма, где выращивали пушного зверя. Появились пруды с рыбой, пчелиная пасека. В 1984 году была построена средняя школа.
В 2001 году совхоз «Октябрь» обанкротился и перестал существовать. Земли переданы арендаторам.
Действуют Дом культуры, ФАП, сельская библиотека, почта, два магазина.